# Ono Island (Alabama)
Ono Island est une île barrière de 8,9 km de long dans le sud du comté de Baldwin, en Alabama. Elle est située entièrement dans la baie de Perdido, au nord du golfe du Mexique. Elle est bordée par Bayou St. John au nord et le chenal de Old River au sud qui l'isole de Perdido Key, une autre île barrière mais qui relève de l'État de Floride.  
L'île abrite une seule communauté qui n'est pas dans l'emprise d'une municipalité. Elle est privée et son accès est contrôlé. L'île est accessible par un unique pont privé et gardé.
Elle est soumise à la gouvernance de la Commission du comté de Baldwin. Les services d'urgence sont fournis par les collectivités avoisinantes. 
La communauté a son propre château d'eau, sa caserne de pompiers, son port privé, deux centres de loisirs, une maison de garde à l'entrée pont, et un centre administratif. 
Les prix de l'immobilier sont parmi les plus élevés du comté.
La communauté dépend de la proximité d'Orange Beach pour les services d'incendie et de police qui protège les 1 000 résidents de l'île. 
L'île d'Ono est une île barrière et soumise régulièrement à des vents  de force ouragan. La région a subi des dommages causés en 1997 par l'ouragan Danny et en 2004 par l'ouragan Ivan.

## Source
- (en) Cet article est partiellement ou en totalité issu de l’article de Wikipédia en anglais intitulé « Ono Island, Alabama » (voir la liste des auteurs).